# Günter Brittinger
Günter Brittinger (* 31. März 1931 in Mannheim; † 15. Juni 2021) war ein deutscher Hämatologe und Onkologe. 

## Leben
Brittinger wurde am 31. März 1931 in Mannheim geboren. Sein Studium der Humanmedizin absolvierte er an den Universitäten Heidelberg, Pavia und München. Er promovierte an der Badischen Anilin- und Sodafabrik Ludwigshafen in experimenteller Pharmakologie.
Er war seit 1928 verheiratet und hatte eine Tochter.

## Wirken
1958 wurde Brittinger am Max-Planck-Institut für Biochemie in München beruflich tätig. Ab 1961 bildete er sich an der Technischen Universität München und der Universität des Saarlandes in Homburg weiter. 
Von 1966 bis 1967 hielt er sich zu Forschungszwecken an der New York University auf. Er untersuchte subzelluläre Strukturen in menschlichen Lymphozyten. 1967 begann er seine Tätigkeit am Universitätsklinikum Essen (damals Teil der Ruhr-Universität Bochum). Er habilitierte sich 1968 über die Physiologie menschlicher Lymphozyten. 1971 wurde er Professor. 1974 wurde er zum ordentlichen Professor der Universität-Gesamthochschule Essen (heute Universität Duisburg-Essen) berufen. 1975 übernahm Brittinger die Leitung der Kieler Lymphomgruppe, der ersten hämatologischen Studiengruppe in Deutschland und Österreich. Dort legte er die Grundlagen für die klinischen Aspekte der Kiel-Klassifikation. Von 1974 bis 1998 war er Direktor der Abteilung für Hämatologie am Universitätsklinikum Essen.
1993 war er Präsident der Jahrestagung der Deutschen und Österreichischen Gesellschaften für Hämatologie und Onkologie in Essen. Von 1997 bis 2003 war er Herausgeber der Zeitschrift Annals of Hematology. Von 1999 bis 2000 war Brittinger kommissarischer Leiter der Abteilung Hämatologie und Onkologie der Georg-August-Universität Göttingen.
Sein wissenschaftlicher Schwerpunkt waren die malignen Non-Hodgkin-Lymphome (NHL).

## Veröffentlichungen (Auswahl)
- Lernen in Krieg und Trümmern: Chronik der Abiturklasse 1950 des Altsprachlichen Gymnasiums Ludwigshafen am Rhein. Essen 2007, ISBN 978-3-00-022993-0, S. 279.
- Lysosomenveränderungen nach kurzdauernder Stimulierung menschlicher Blutlymphozyten mit Phytohämagglutinin und Pokeweed-Mitogen in vitro. In: Hochschulschrift. Bochum 2. Mai 1968.
- Experimentelle Untersuchungen über die biologische Verträglichkeit von Lutrol 9. In: Hochschulschrift. München 31. Juli 1958.

## Ehrungen
- 1990: Ehrenmitglied der Gesellschaft für innere Medizin der DDR[2]
- 1995: Ehrenmitglied der European Society for Therapeutic Radiology and Oncology[2]
- 1996: Bundesverdienstkreuz am Bande[2]
- 2005: Ehrenmitglied der Deutschen Gesellschaft für Hämatologie und Medizinische Onkologie[2][4]